# 印度陆军第20步兵师
第20步兵师是印度陆军在第二次世界大战中组建的步兵师，该师参加了第二次世界大战期间的缅甸战役。战后，该师的大部分成员被部署到法属印度支那，以监督日本向法国移交该地。在其几乎所有的作战生涯中，该师都由道格拉斯·格雷西少将指挥。

## 组建
该师于1942年4月在班加罗尔组建。最初由道格拉斯·格雷西少将指挥。师主力由印度第32，51和53旅组成。同年7月，第51旅和第53旅分出组成以印度第25步兵师。这两个旅的孔雀开屏由印度第80步兵旅和第100步兵旅取代（后一个旅是从最近在锡兰解散的第34师转移而来）。该师从一开始就准备在丛林和山区打击敌人，并打算在一个混合运输队的配合下，在崎岖的山区进行道路维护。
在印度南部和锡兰完成战斗训练后，该师于12月在比哈尔邦的兰契被编入了印度第15军，但从1943年7月起它被转移到英帕尔的第4军。

## 英帕尔战役
战斗开始时，第20师被部署到卡包尔山谷的塔穆地区。为了避免道路被切断，它撤退到英帕尔平原周围群山中。由于印度第17步兵师在其所在地区遇到较大阻力，该师的第32旅被临时抽调给第17师。在战役中期，第20师由于不断给友军抽调增援而减少到只有5个营。
在四月和五月上旬，该师一直坚守阵地并抵御敌军的步兵、坦克和重炮的攻击。随后，该师奉命从英帕尔向东北方向反击至乌赫鲁尔。随着季风中断，行军变得非常困难。7月初，该师转入印度第33军，并在周边地区歼灭大量日军。

## 缅甸中部战役

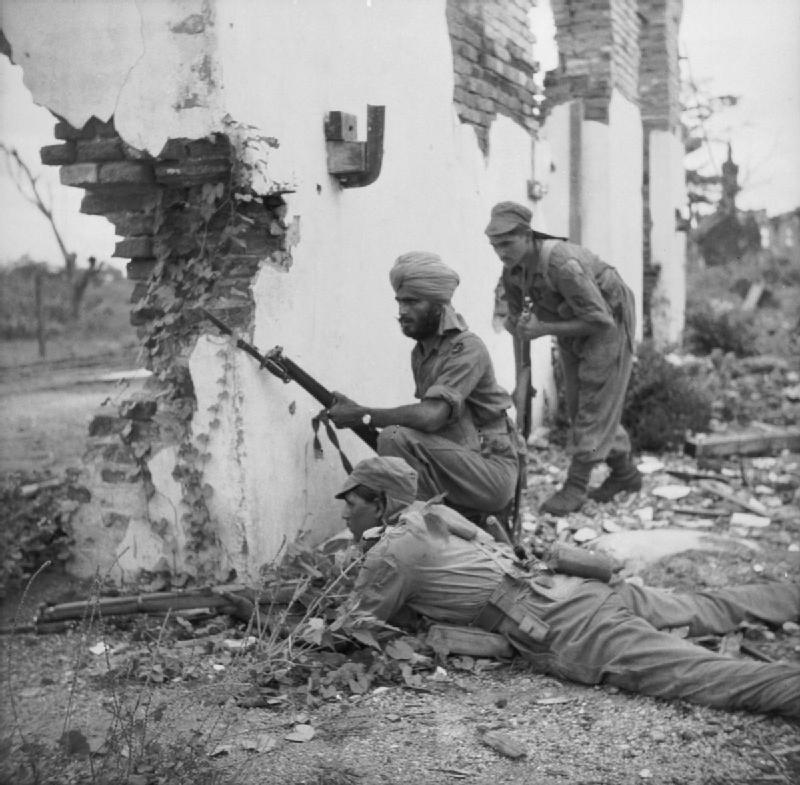
第20师的士兵在缅甸普罗梅与日军交战（1945年5月3日）

1945年2月13日，该师穿越伊洛瓦底江抵达曼德勒以西。由于装备不足，其控制的据点在一周内每晚都遭到反击，但最终该师还是能够组建一个坚固的桥头堡阵地。3月13日，第20师向南进攻，并战胜了实力不足的日本第31师团。

## 缅甸南部
4月初，两个旅通过购买正在撤回印度的英国第2步兵师的车辆而改编为摩托化步兵。该师大部队继续沿着伊洛瓦底江东岸向南作战，直到遇到了在德古拉行动中占领仰光的印度第15军的部队。在此期间，第22（东非）步兵旅被编入该师。

## 印度支那

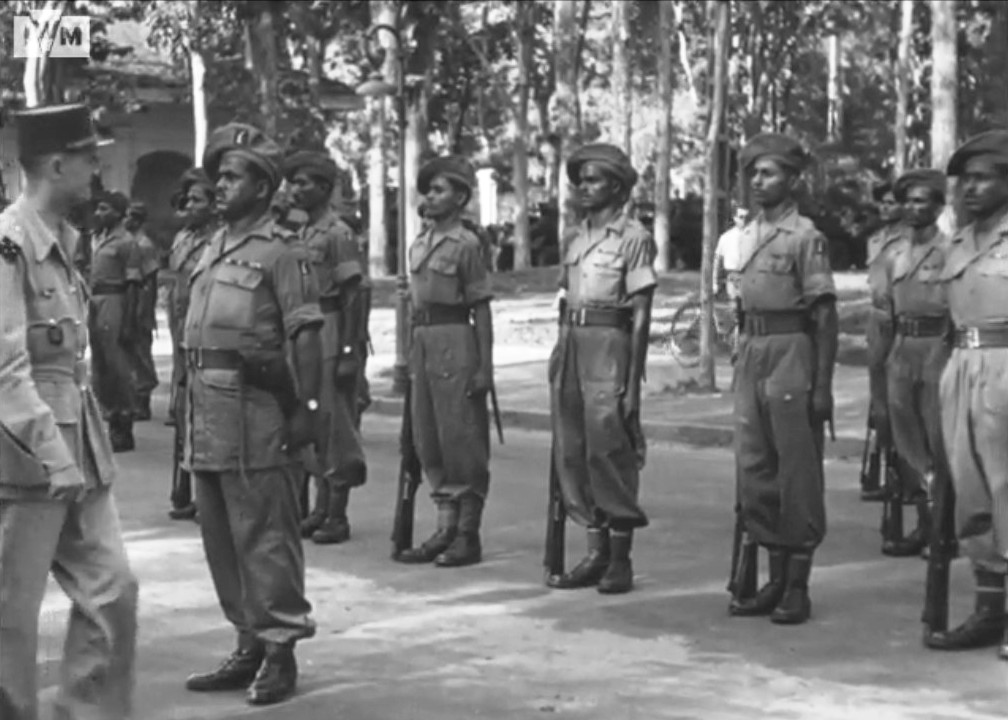
1945年12月22日，勒克莱尔将军在法属印度支那的西贡检阅第20印度师的部队。

1945年8月，日本投降。东南亚盟军司令部(SEAC) 的职责范围扩大到包括法属印度支那在内的多个国家。当中国国民党军队占领该国北部时，格雷西的师在主控行动中占领了南部。该师将释放前盟军战俘并解除日本部队的武装并将日军遣返。后来，该师被指示在返回印度之前将印度支那移交给法国。该师最终于1946年在印度解散。